# Élections des gouverneurs américains de 2010
Les élections des gouverneurs américains de 2010 ont eu lieu le 2 novembre 2010 dans trente-sept États américains, dix-neuf détenus par des démocrates et dix-huit par des républicains. Comme les sondages le présageaient les républicains s'empare d'une dizaine d'États lors de ces élections,.

## Résumé
Ces élections se sont tenues le même jour que les élections de mi-mandat pour la chambre des représentants et le sénat.
Si on cumule les sondages les plus favorables aux républicains dans chaque état, ces derniers pouvaient alors obtenir le contrôle de trente-sept États, dont trente-trois des trente-sept sièges en compétition en 2010 (seul dans l'Arkansas, le New Hampshire et à New York les démocrates étaient favoris). Dans le Rhode Island, le candidat indépendant Lincoln Chafee était au coude-à-coude avec le candidat démocrate, dans la perspective d'une élection triangulaire.

## Situation par États
Ce tableau dresse la liste des principaux candidats investis au poste de gouverneur dans les états concernés par cette élection.  
| État                                                          | Candidat républicain               | Score                              | Candidat démocrate | Score           | Autres Candidats notables | Score        |
| ------------------------------------------------------------- | ---------------------------------- | ---------------------------------- | ------------------ | --------------- | ------------------------- | ------------ |
| Alabama                                                       | Robert J. Bentley                  | 58 %                               | Ron Sparks         | 42 %            | —                         |              |
| Alaska                                                        | Sean Parnell *                     | 59 %                               | Ethan Berkowitz    | 38 %            | —                         |              |
| Arizona                                                       | Jan Brewer *                       | 55 %                               | Terry Goddard      | 42 %            | —                         |              |
| Arkansas                                                      | Jim Keet                           | 34 %                               | Mike Beebe *       | 64 %            | —                         |              |
| Californie                                                    | Meg Whitman                        | 41 %                               | Jerry Brown        | 54 %            | —                         |              |
| Colorado                                                      | Dan Maes                           | 11 %                               | John Hickenlooper  | 51 %            | Tom Tancredo              | 37 %         |
| Connecticut                                                   | Tom Foley                          | 49 %                               | Dan Malloy         | 50 %            | —                         |              |
| Floride                                                       | Rick Scott                         | 49 %                               | Alex Sink          | 48 %            | —                         |              |
| Géorgie                                                       | Nathan Deal                        | 53 %                               | Roy Barnes         | 43 %            | —                         |              |
| Hawaï                                                         | James Aiona                        | 41 %                               | Neil Abercrombie   | 59 %            | —                         |              |
| Idaho                                                         | Butch Otter *                      | 59 %                               | Keith Allred       | 33 %            | —                         |              |
| Illinois                                                      | Bill Brady                         | 46 %                               | Pat Quinn *        | 46 %            |                           |              |
| Iowa                                                          | Terry Branstad                     | 53 %                               | Chet Culver *      | 43 %            | —                         |              |
| Kansas                                                        | Sam Brownback                      | 63 %                               | Tom Holland        | 32 %            | —                         |              |
| Maine                                                         | Paul LePage                        | 38 %                               | Libby Mitchell     | 19 %            | Eliot Cutler              | 37 %         |
| Maryland                                                      | Robert Ehrlich                     | 42 %                               | Martin O'Malley *  | 56 %            |                           |              |
| Massachusetts                                                 | Charlie Baker                      | 42 %                               | Deval Patrick *    | 49 %            | Tim Cahill                | 8 %          |
| Michigan                                                      | Rick Snyder                        | 58 %                               | Virg Bernero       | 40 %            | —                         |              |
| Minnesota                                                     | Tom Emmer                          | 43 %                               | Mark Dayton        | 44 %            | Tom Horner                | 12 %         |
| Nebraska                                                      | Dave Heineman *                    | 74 %                               | Mike Meister       | 26 %            | —                         |              |
| Nevada                                                        | Brian Sandoval                     | 53 %                               | Rory Reid          | 41 %            | —                         |              |
| New Hampshire                                                 | John Stephen                       | 45 %                               | John Lynch *       | 53 %            |                           |              |
| Nouveau-Mexique                                               | Susana Martinez                    | 54 %                               | Diane Denish       | 46 %            |                           |              |
| New York                                                      | Carl Paladino                      | 34 %                               | Andrew Cuomo       | 61 %            |                           |              |
| Ohio                                                          | John Kasich                        | 49 %                               | Ted Strickland *   | 47 %            | —                         |              |
| Oklahoma                                                      | Mary Fallin                        | 60 %                               | Jari Askins        | 40 %            | —                         |              |
| Oregon                                                        | Chris Dudley                       | 48 %                               | John Kitzhaber     | 49 %            | —                         |              |
| Pennsylvanie                                                  | Tom Corbett                        | 55 %                               | Dan Onorato        |                 | —                         |              |
| Rhode Island                                                  | John Robitaille                    | 34 %                               | Frank Caprio       | 23 %            | Lincoln Chafee            | 36 %         |
| Caroline du Sud                                               | Nikki Haley                        | 51 %                               | Vincent Sheheen    | 47 %            | —                         |              |
| Dakota du Sud                                                 | Dennis Daugaard                    | 62 %                               | Scott Heidepriem   | 38 %            | —                         |              |
| Tennessee                                                     | Bill Haslam                        | 65 %                               | Mike McWherter     | 33 %            | —                         |              |
| Texas                                                         | Rick Perry                         | 55 %                               | Bill White         | 42 %            | —                         |              |
| Utah                                                          | Gary Herbert *                     | 64 %                               | Peter Corroon      | 32 %            | —                         |              |
| Vermont                                                       | Brian Dubie                        | 48 %                               | Peter Shumlin      | 49 %            | —                         |              |
| Wisconsin                                                     | Scott Walker                       | 52 %                               | Tom Barrett        | 47 %            |                           |              |
| Wyoming                                                       | Matt Mead                          | 72 %                               | Leslie Petersen    | 25 %            |                           |              |
| Résultats généraux                                            |                                    |                                    |                    |                 |                           |              |
| Parti/Affiliation                                             | Parti républicain (dont Tea Party) | Parti républicain (dont Tea Party) | Parti démocrate    | Parti démocrate | Indépendants              | Indépendants |
| Gouverneurs élus en 2006                                      | 19                                 | 19                                 | 18                 | 18              | 0                         | 0            |
| Gouverneurs élus en 2010                                      | 23                                 | 23                                 | 13                 | 13              | 1                         | 1            |
| Gains                                                         | 12                                 | 12                                 | 5                  | 5               | 1                         | 1            |
| Pertes                                                        | 6                                  | 6                                  | 11                 | 11              | 1                         | 1            |
| Différence                                                    | 6                                  | 6                                  | 6                  | 6               | =                         | =            |
| Total avant renouvellement (ensemble des gouverneurs du pays) | 23                                 | 23                                 | 26                 | 26              | 1                         | 1            |
| Total après renouvellement (ensemble des gouverneurs du pays) | 29                                 | 29                                 | 20                 | 20              | 1                         | 1            |

* gouverneur sortant.

## Parité, diversité et particularités

### Femmes
Les républicains ont investi 5 femmes : Jan Brewer (Arizona), Meg Whitman (Californie), Susana Martinez (Nouveau-Mexique), Mary Fallin (Oklahoma) et Nikki Haley (Caroline du Sud).
Les démocrates ont également investi 5 femmes : Alex Sink (Floride), Libby Mitchell (Maine), Diane Denish (Nouveau-Mexique), Jari Askins (Oklahoma) et Leslie Petersen (Wyoming).
Actuellement au nombre de 6, le nombre des femmes gouverneurs sera compris entre 8 et 14 à la fin de ces élections.

### Minorités
- Deux Américaines d'origine asiatiques : Nikki Haley, républicaine de Caroline du Sud, et Alex Sink, démocrate de Floride, ont été choisies par leurs partis respectifs pour les représenter à l'élection des gouverneurs. Actuellement, Bobby Jindal de Louisiane est le seul gouverneur d'origine asiatique ; à la fin de ces élections, le nombre de gouverneurs asio-américains pourrait grimper à 3, un record.
- Deux personnalités républicaines d'origine hispanique : Brian Sandoval dans le Nevada et Susana Martinez au Nouveau-Mexique sont investis par leur parti au poste de gouverneur.
- Deval Patrick, le gouverneur démocrate du Massachusetts, est le seul afro-américain désigné par l'un des deux grands partis américains en lice pour ces élections.

### Particularités
- Cinq anciens gouverneurs disputent de nouveau les suffrages des électeurs : Jerry Brown (gouverneur de Californie de 1975 à 1983), Roy Barnes (gouverneur de Géorgie de 1999 à 2003), Terry Branstad (gouverneur de l'Iowa de 1983 à 1999), Robert Ehrlich (gouverneur du Maryland de 2003 à 2007) et John Kitzhaber (gouverneur de l'Oregon de 1995 à 2003).
- Trois candidats fils à papa disputent également les suffrages des électeurs : Lincoln Chafee fils du gouverneur John Chafee au Rhode Island, Mike McWherter fils du gouverneur Ned McWherter dans le Tennessee et Rory Reid fils du sénateur Harry Reid dans le Nevada.